# Administrator apostolic
Administratorul apostolic în Biserica Catolică este numit clericul (episcop, sau în unele cazuri simplu preot) care conduce o structură eclezială asemănătoare diecezei, care din diverse motive nu este încă definitivată ca atare (de obicei până la înființarea propriu zisă a noii dieceze sau recunoașterea ei de către stat).
Este numit administrator apostolic și episcopul care conduce în mod interimar o dieceză care nu mai are episcop diecezan (de obicei de la pensionarea celui vechi până la alegerea noului episcop diecezan).

## Structuri ecleziale sui iuris conduse de administratori apostolici
- Misiunea sui iuris din Uzbekistan, înființată în 1997 și ridicată la rang de episcopie în 2005
- Misiunea sui iuris din Kirghistan, înființată în 1997 și ridicată la rang de episcopie în 2006
- Episcopia din Prizren, reînființată în 2005 (fost teritoriu al Episcopiei Skopje, Macedonia)
- Episcopia Harbin, în Republica Populară Chineză, înființată în 1935, vacantă din 1946
- etc.

## Episcopii conduse în prezent de administratori apostolici
- Dieceza de Astorga, Spania
- Dieceza de Boac, Filipine
- Dieceza de Tabuk, Filipine
- Arhidieceza de Viena, Austria
- Arhidieceza de Bourges, Franța
- Dieceza de Austin, SUA
- Dieceza de Steubenville, Ohio, SUA
- Dieceza de Tucson, SUA
- Dieceza de Sassari, Italia
- Dieceza de Tortosa, Spania